# Eurytoma longicornis
Eurytoma longicornis är en stekelart som beskrevs av Walker 1874. Eurytoma longicornis ingår i släktet Eurytoma och familjen kragglanssteklar. Inga underarter finns listade i Catalogue of Life.